# Kōdan
Kōdan (講談?), anteriormente conocido como kōshaku (講釈?), es un estilo de narración oral tradicional japonesa. La forma evolucionó a partir de conferencias sobre temas históricos o literarios dadas a nobles de alto rango del período Heian, cambiando a lo largo de los siglos para ser adoptada por la clase samurái y, finalmente, por los plebeyos. Al final del período Edo este estilo decayó a favor de nuevos tipos de entretenimiento y narración de historias como naniwa-bushi. Fue en este momento cuando se abandonó el término kōshaku y se adoptó kōdan. En 1974 hubo un intento fallido de revivir este arte. Actualmente existen cuatro escuelas de kōdan, contando con pocos artistas.
El kōdan generalmente se realiza sentado detrás de un escritorio o atril, se usan palmas de madera o un abanico para marcar el ritmo de la recitación.
Durante el período Muromachi (1333-1568), la clase samurái adoptó y revivió el estilo para fines educativos. Se organizaron lecturas dramáticas de crónicas históricas de guerra (gunki monogatari) como Taiheiki y Heike Monogatari. Al comienzo del período Edo en 1600, el kōdan se había desarrollado más y se había extendido hasta convertirlo en una práctica común. Los samuráis sin maestro (rōnin) a menudo se entretenían a sí mismos realizando lecturas dramáticas de Taiheiki u otras crónicas y cuentos. Fue en este momento que el estilo se expandió para incluir no solo las crónicas clásicas estándar, sino que también los eventos históricos generales, que no estaban codificados en una forma escrita establecida. Los kōshakushi del período Edo se enorgullecían de su conocimiento de la historia y contaban historias tanto contemporáneas como históricas; no memorizaban las palabras y frases precisas de una historia, sino los detalles de los eventos, que luego podrían formarse en una historia, las cuales eran un poco diferentes cada vez que se contaban. Pronto las historias empezaron a centrarse no en los samuráis y los nobles, sino en la gente del pueblo, los ladrones y los vigilantes; los narradores se adaptaron a sus propios gustos, a sus propios conocimientos y al de su público, que era cada vez más gente del pueblo y no nobleza.
En 1700, Nawa Seizaemon narró el Taiheiki-ba en Akasaka, Edo (actualmente Tokio), convirtiéndose en el primer kōshakushi profesional. El Kōdan se mantuvo vivo durante muchos años, ganando mayor popularidad después de la Restauración Meiji (1868), que, siendo un evento bastante importante, proporcionó a los artistas mucho material nuevo. En un momento, hubo 50 salas de espectáculos en Tokio dedicadas principal o exclusivamente al kōdan. Al comienzo de la Segunda Guerra Mundial, bajó su número a seis o siete.
Aunque la llegada de películas, discos y otras formas de entretenimiento eclipsó al kōdan a principios del siglo XX, el estilo contribuyó en gran medida al teatro japonés y al desarrollo de la novela de ficción popular moderna en Japón.